# سوسک پیک‌نیک
سوسک پیک‌نیک (نام علمی: Glischrochilus quadrisignatus) نام یک گونه از سرده سوسک‌های پیک‌نیک است.